# 粗集合
粗糙集（rough set），又稱粗集合。在粗糙集理論中，明確集（crisp set）是指傳統的集合，而粗糙集則用於對明確集進行形式上的逼近，即給出該明確集的上逼近集和下逼近集。此理論最初由波蘭數學家Zdzisław Pawlak所描述，他的理論也被視為標準的粗糙集理論。在這標準理論中，上逼近集和下逼近集都是明確集，而在其它一些版本的粗糙集理論中則是模糊集。